# 马克·亨特
马克·亨特（英語：Mark Hunter，1978年7月1日—），英国男子赛艇运动员。他曾代表英国参加2004年、2008年和2012年夏季奥林匹克运动会赛艇比赛，获得一枚金牌和一枚银牌，均来自男子轻量级双人双桨项目。